# فنسينبك
الجبهة الوطنية المتحدة من اجل وضع كمبوديا مستقلة ومحايدة ومسالمة ومتعاونة معروف ( فنسينبك ) هو حزب سياسي الملكي في كمبوديا.و تاسيس عام 1981 في الانتخابات البرلمانية لعام 2003 حصل الحزب على 1070601 صوت (20.8%, 26 مقاعد).